# Rhyssemus neglectus
Rhyssemus neglectus är en skalbaggsart som beskrevs av Brown 1929. Rhyssemus neglectus ingår i släktet Rhyssemus och familjen Aphodiidae. Inga underarter finns listade i Catalogue of Life.